# Joachim von Pappenheim

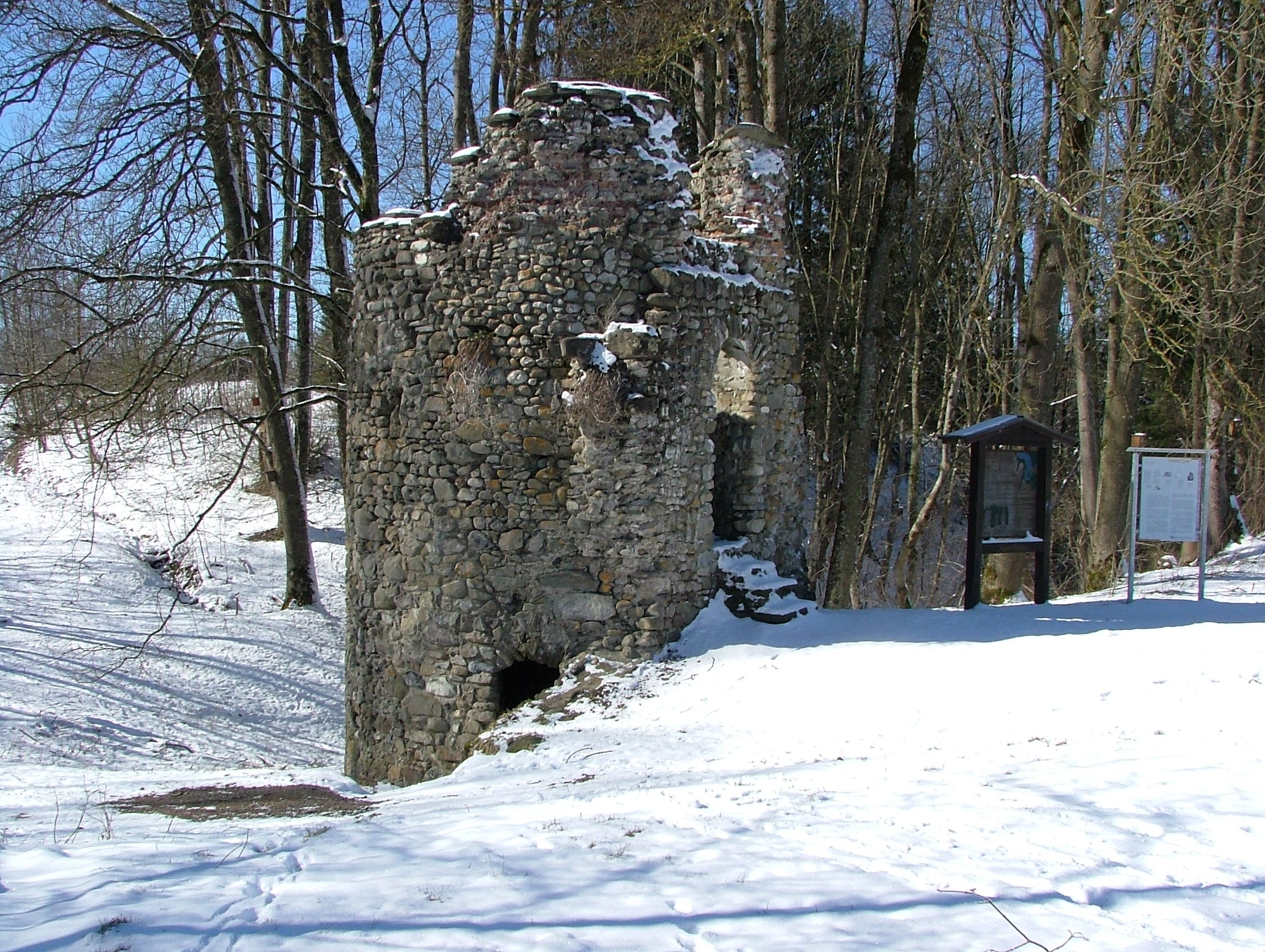
Burgruine Kalden bei Altusried

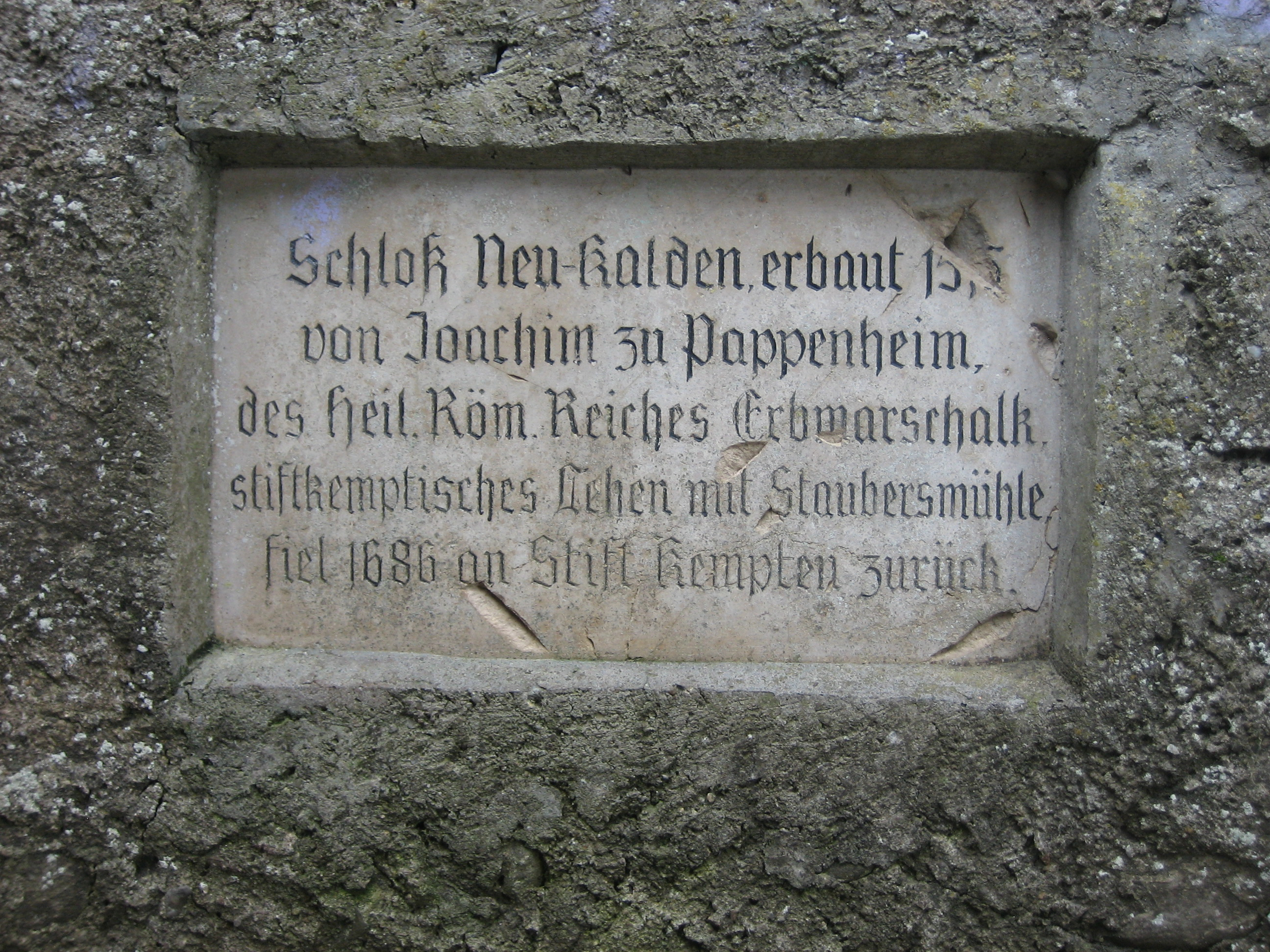
Gedenktafel im inneren der Turmruine

Joachim von Pappenheim (* 1490; † 16. Oktober 1536 in Mailand), auch Joachim I. von Pappenheim genannt, war der Erbauer der Burg Neu-Kalden bei Altusried.

## Leben
Joachim von Pappenheim war der Sohn von Wilhelm I. von Pappenheim († 1508) und seiner Ehefrau Magdalena von Rechberg († 1508). Er war verheiratet mit Anna von Laubenberg. Im Jahre 1515 erbaute Joachim von Pappenheim die Burg Kalden bei Altusried neu, nachdem der Vorgängerbau in unmittelbarer Nähe bereits im Verfall inbegriffen war. Im Jahre 1530 nahm Joachim von Pappenheim mit großem Geleit des Kurfürsten Johann von Sachsen am Reichstag in Augsburg teil.

## Nachkommen
- Sophia von Pappenheim ⚭ Jakob von Bubenhofen
- Walpurg von Pappenheim
- (Johann) Joachim II. von Pappenheim, kämpfte im Schmalkaldischen Krieg, wurde im Streit von einem Diener des Fürststifts Kempten erschossen

## Tod
Nach dem Frankfurter Konvent 1536 wurde Joachim von Pappenheim zu Kaiser Karl V. nach Italien geschickt. Auf dieser Reise verstarb er am 16. Oktober 1536 in Mailand. Sein Epitaph in Sant’Ambrogio trägt folgende Inschrift:
DTR & VOA
Salvatori S.
NOB. DN. JOACHIMO in Bappenheim, Sacri Rom.
Imp. Hereditar. Marescalco, ob hocque sepulti in
Templo A. Sal. MDXXXVI. V. Cal. Novembr.
Ludovicus Bombac. & Claud. Pi. Peutinger, JVR. C.
Amici, Itinerisq; Com. F. C.